# سائر أبيض
سائر أبيض أو اخر، مخلوقات من تأليف جورج ر.ر. مارتن، متواجدة في كل من عالم رواية أغنية الجليد والنار، وسلسلة لعبة العروش. تنتشر هذه الكائنات في مناطق ما وراء الجدار.

## وصف
في وصف لأحد هذه المخلوقات، يقول الكاتب: «طويلا كان، وهزيلا وقاسيا كالعظام القديمة، لحمه شاحب كالحليب... عيناه ذات لون ازرق شديد العمق، وأكثر زرقة من أي عين بشرية»
إذا قتل أحد السائرين البيض كائنا اخر، يعود هذا الاخير إلى الحياة لكن كجسد متحرك بدون إرادة، بل تحت تحكم السائر الأبيض الذي قتله.